# BMW 326
BMW 326 – samochód osobowy klasy średniej produkowany przez niemiecką firmę BMW w latach 1936–1941 i w krótkiej serii w roku 1945. Następca modelu 319. BMW 326 dostępne było jako 4-drzwiowy sedan oraz 2- lub 4-drzwiowy kabriolet. Do napędu użyto silnika OHV R6 o pojemności dwóch litrów i mocy 51 KM. Moc przenoszona była na oś tylną poprzez 4-biegową manualną skrzynię biegów. Do zawieszenia produkcji w 1941 powstało 15.949 egzemplarzy modelu. Samochód został zastąpiony po latach przez model 501. 
W oparciu o podwozie BMW 326 powstały modele: 320, 321, 327 i 335.

## Dane techniczne

### Silnik
- R6 2,0 l (1971 cm³), 2 zawory na cylinder, OHV, wał korbowy podparty na 4 łożyskach
- Układ zasilania: dwa gaźniki pionowe Solex 26 BFLVS
- Średnica × skok tłoka: 66,00 mm × 96,00 mm
- Stopień sprężania: 6,0:1
- Moc maksymalna: 50 KM (37 kW) przy 3750 obr./min

### Podwozie
- Rama platformowa
- Zawieszenie przednie: resor poprzeczny na dole, wahacz poprzeczny na górze
- Zawieszenie tylne: most pędny sztywny z resorami półeliptycznymi

### Osiągi
- Przyspieszenie 0-100 km/h: 35,0 s
- Prędkość maksymalna: 115 km/h

### Pozostałe
- Hamulce tył/przód: bębnowe
- Opony: 5,25 cala, felgi 17 cali
- Promień skrętu: 6,0 m
- Przełożenie główne: 4,88:1